# Bajerov
Bajerov és un poble i municipi d'Eslovàquia. Es troba a la regió de Prešov, al nord del país. La primera referència escrita de la vila data del 1332.

## Demografia
| Godina             | 1994 | 2004   | 2014   | 2024    |
| ------------------ | ---- | ------ | ------ | ------- |
| Nombre de persones | 427  | 439    | 457    | 409     |
| Diferència         |      | +2,81% | +4,10% | −10,50% |

| Godina             | 2023 | 2024   |
| ------------------ | ---- | ------ |
| Nombre de persones | 415  | 409    |
| Diferència         |      | −1,44% |